# Distrito de Rügen
El Distrito de Rügen (en alemán: Landkreis Rügen) fue un distrito perteneciente a Alemania y ubicado en el Estado federado de Mecklemburgo-Pomerania Occidental. Es uno de los distritos con menor superficie y habitantes del Estado, seguido solo por Müritz. El distrito de Rügen se correspondía aproximadamente con la isla de Rügen (95 % del territorio del distrito), la cual es la mayor isla del territorio alemán en el mar Báltico, así como la parte occidental de la cadena insular del Hiddensee, Ummanz y otras diminutas islas. El enlace en tierra se ubica cerca del distrito de Pomerania Septentrional y de la ciudad libre de Stralsund. La capital del distrito recaía sobre la ciudad de Bergen auf Rügen.

## Historia

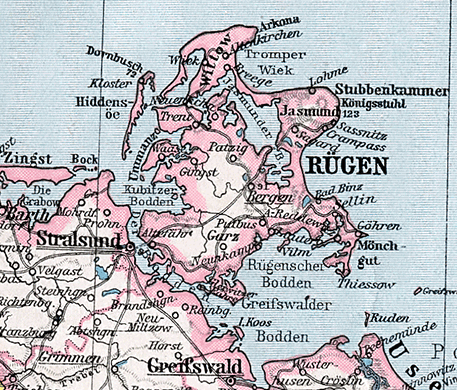
El territorio del distrito en 1905.

El distrito de Rügen se remonta al año 1818, época de Prusia en el que tras el Congreso de Viena se forma la composición de municipios que conocemos hoy en día. Desapareció en 2011 con la reorganización administrativa del estado.

## Composición del distrito
(Habitantes a 30 de junio de 2006)
Municipios/ciudades
- Binz (5.461)
- Putbus, Ciudades (4.782)
- Sassnitz, Ciudades (10.746)

Unión de municipios/ciudades (Amt)
* Posición de la Administración

| - 1. Amt Bergen auf Rügen 1. Bergen auf Rügen, Ciudad * (14.603) 2. Buschvitz (239) 3. Garz/Rügen, Ciudad (2.590) 4. Gustow (644) 5. Lietzow (302) 6. Parchtitz (833) 7. Patzig (527) 8. Poseritz (1.150) 9. Ralswiek (298) 10. Rappin (374) 11. Sehlen (949) 12. Thesenvitz (411) | - 2. Amt Mönchgut-Granitz 1. Baabe * (903) 2. Gager (416) 3. Göhren (1.286) 4. Lancken-Granitz (408) 5. Middelhagen (598) 6. Sellin (2.428) 7. Thiessow (457) 8. Zirkow (717) - 3. Amt Nord-Rügen 1. Altenkirchen (1.077) 2. Breege (791) 3. Dranske (1.253) 4. Glowe (1.060) 5. Lohme (569) 6. Putgarten (290) 7. Sagard * (2.788) 8. Wiek (1.261) | - 4. Amt West-Rügen 1. Altefähr (1.283) 2. Dreschvitz (804) 3. Gingst (1.453) 4. Insel Hiddensee (1.087) 5. Kluis (424) 6. Neuenkirchen (394) 7. Rambin (1.052) 8. Samtens * (2.089) 9. Schaprode (522) 10. Trent (834) 11. Ummanz (695) |